# Sergey V. Sorokin
Sergey V. Sorokin (født 09.06.1955) er professor ved Institut for Materialer og Produktion, Aalborg Universitet. Hans forskningsområde er vibro-akustik.  

## Uddannelse og karriere
Sergey V. Sorokin er uddannet i skibskonstruktion ved Leningrad Shipbuilding Institute, Rusland (1978). Han har også, hvad der i Danmark svarer til en Ph.d., samme sted fra (1981) og, hvad der i Danmark svarer til Dr.Techn., fra State Attestation Committee ved Ministry Council of Russian Federation (1992). Han startede sin akademiske karriere ved State Marine Technical University of St. Petersburg og blev i 2002 ansat ved Aalborg Universitet.

Ved State Marine Technical University of St. Petersburg var han leder af Department of Applied Mechanics (1993-2002). Siden 2006 har han været formand for Maskin Akustisk Netværk (MAKUNET) ved AAU. Han er også distinguished fellow ved International Institute of Acoustics and Vibration og medlem af EUROMECH. Derudover har han redaktionel erfaring fra Journal of Sound and Vibration, samt Journal Wave Motion.

## Udvalgte publikationer
- Linear dynamics of elastic helical springs: asymptotic analysis of wave propagation SV Sorokin. Proceedings of the Royal Society A: Mathematical, Physical and Engineering Sciences 465, 1513-1537
- Plane wave propagation and frequency band gaps in periodic plates and cylindrical shells with and without heavy fluid loading SV Sorokin, OA Ershova, Journal of sound and vibration 278 (3), 501-526
- Green's matrix and the boundary integral equation method for the analysis of vibration and energy flow in cylindrical shells with and without internal fluid loading SV Sorokin, JB Nielsen, N Olhoff, Journal of Sound and Vibration 271 (3-5), 815-847
- Free vibrations of finite periodic structures in pass-and stop-bands of the counterpart infinite waveguides A Hvatov, S Sorokin, Journal of Sound and Vibration 347, 200-217
- The finite-product method in the theory of waves and stability CJ Chapman, SV Sorokin, Proceedings of the Royal Society A: Mathematical, Physical and Engineering Sciences,466, 471-491